# Comuna Malîi Bukrîn, Mîronivka
Malîi Bukrîn (în ucraineană Малий Букрин) este o comună în raionul Mîronivka, regiunea Kiev, Ucraina, formată din satele Malîi Bukrîn (reședința), Romașkî și Velîkîi Bukrîn.

## Demografie
Componența lingvistică a comunei Malîi Bukrîn
     Ucraineană (97,33%)
     Rusă (2,13%)
     Alte limbi (0,53%)
Conform recensământului din 2001, majoritatea populației comunei Malîi Bukrîn era vorbitoare de ucraineană (97,33%), existând în minoritate și vorbitori de rusă (2,13%).